# Музей Русалки Дністрової
Музей Русалки Дністрової — освітньо-культурний заклад у Львові, присвячений першому західноукраїнському альманаху «Русалка Дністровая» та адміністративно є філією Львівської галереї мистецтв імені Бориса Возницького.

## Експозиція музею
Експозиція музею розміщена у дзвіниці Свято-Духівської церкви — семінарської церкви при Греко-католицькій духовній семінарії, в якій навчалися творці «Русалки Дністрової»: Маркіян Шашкевич, Іван Вагилевич і Яків Головацький. Свято-Духівська церква була зруйнована 15 вересня 1939 року. Тоді авіабомба з німецького літака, що атакував будівлю Головної пошти, поцілила у Богословську Академію. Були зруйновані будівлі церкви, бібліотеки, де загинув семінарист. Залишилося лише дзвіниця з бароковим завершенням, яка є пам'яткою архітектури національного значення. З 1943 року та з 1990-х років існують проекти відбудови храму.
Експозиція музею розповідає як про історію створення і подальшу долю альманаху, так і про соціально-політичні умови, в яких видавалася книжка. Експозиція також розповідає про тяжке соціально-політичне, культурне становище українців Галичини у складі австрійської держави на початку XIX століття, зокрема про заборону української мови в навчальних закладах і державних установах. Незважаючи на занепад, онімечування й сполячування усіх сфер життя корінного населення краю, з'являються перші спроби створити українське народне шкільництво: видати граматики, букварі, збірники народних пісень і легенд; укласти словники. Це був ґрунт, на якому розгорнулася діяльність М. Шашкевича та його друзів.
У 1833 році М. Шашкевич організував гурток «Руська трійця», з діяльності та творчості якого починається національне літературно-культурне відродження в Галичині, що було виявом загального духовного піднесення, пробудження самосвідомості українського народу.
В обхід львівської та віденської цензури та за підтримки передових слов'янських діячів, молодим ентузіастам вдалося видати у 1837 році в Будайській друкарні Пештського університету альманах «Русалка Дністрова». Здійснився тривалий і вистражданий задум — книги, написаний народною мовою.
Альманах «Русалка Дністрова», з чисто галицьким профілем, став всеукраїнським явищем за змістом, мовою та духом. «Русалка» піднесла ідею єдності українських земель, ввела в літературну мову пісні народу, була, за висловом І. Франка, «явищем наскрізь революційним».
21 вересня 2011 року з нагоди відкриття відреставрованих дзвіниці церкви Святого Духа та годинника на вежі було освячено музей «Русалки Дністрової» у Львові, який оновили до 200-ліття від дня народження Маркіяна Шашкевича коштом місцевих меценатів. Зокрема на фасаді дзвіниці встановлена таблиця, яка сповіщає, що реставрація пам'яток здійснена стараннями народного депутата України П. Писарчука.

## Світлини

Інформаційна табличка музею
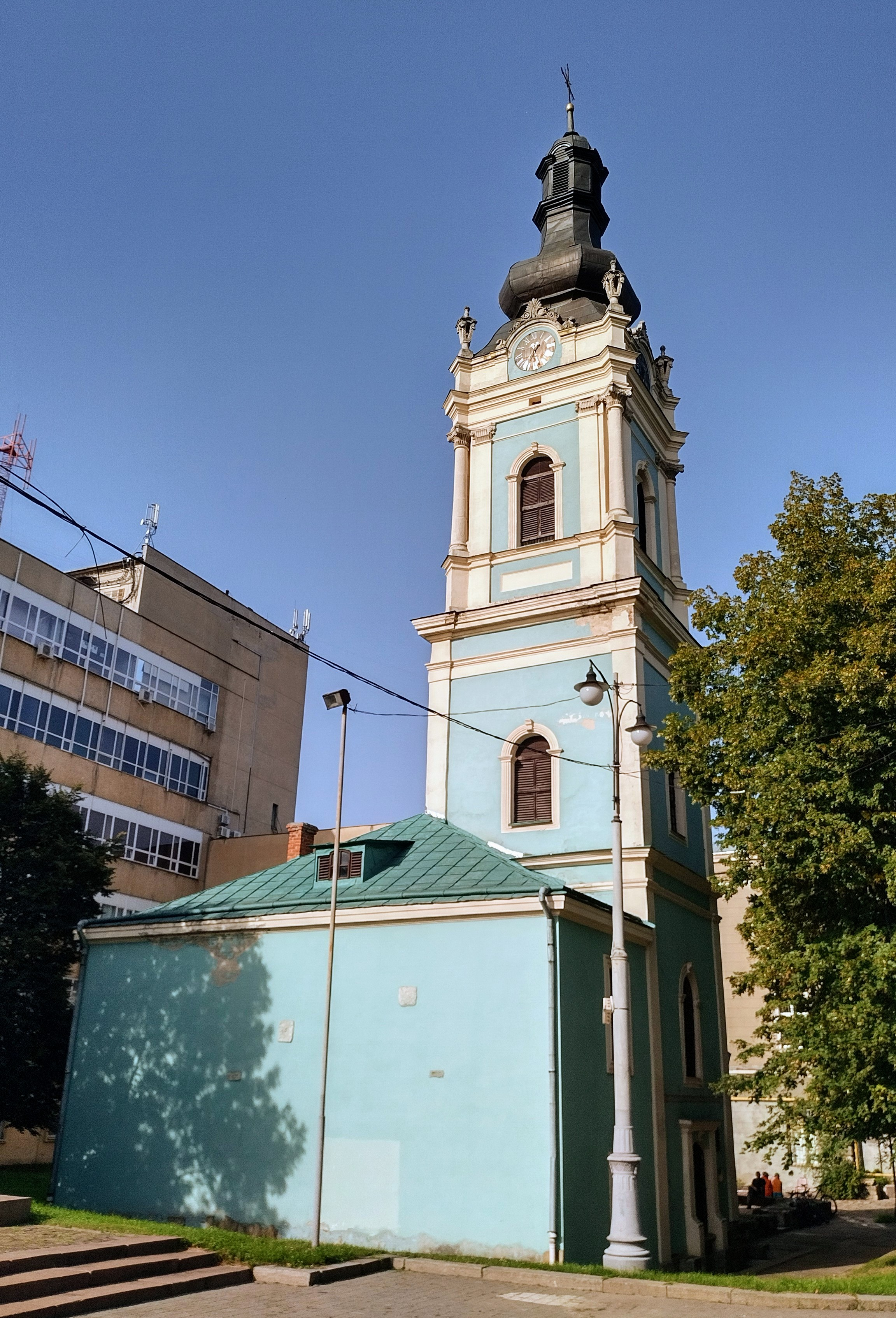
Дзвіниця церкви Святого Духа